# Edvard Eriksen
Edvard Eriksen (Copenaghen, 10 marzo 1876 – Copenaghen, 12 gennaio 1959) è stato uno scultore danese naturalizzato islandese.
È meglio conosciuto come il creatore della Statua della Sirenetta, realizzata nel 1913 e situata all'ingresso del porto di Copenaghen.

## Biografia
Lo scultore Edvard Christian Johannes Eriksen, spesso abbreviato in Edvard Eriksen o più semplicemente E.E., nacque il 10 marzo 1876 a Copenaghen.  Nel 1895 fu apprendista come intagliatore del legno, dopo di che si formò presso la Reale Accademia Danese di Belle Arti fino al 1899.
Nel 1900 si sposò con Eline Vilhelmine Møller, nata il 6 febbraio 1881, ed ebbe con lei cinque figli.
Nel 1902 una sua opera, Il sofferente, fu accettata per una mostra tenutasi nel complesso di Charlottenborg. La svolta nella sua vita avvenne però nel 1904, quando lo Statens Museum for Kunst comprò una sua opera, La Speranza. L’anno successivo (1905) ricevette poi un premio per la sua scultura Il Destino. Nel 1908 gli furono commissionate tre sculture in marmo per il re Cristiano IX e il sarcofago della Regina Luisa, nella Cattedrale di Roskilde. Oggi queste sculture si possono vedere nella cattedrale.
Edvard viaggiò per diversi anni con la sua famiglia a Firenze, Roma e Carrara cercando ispirazione e imparando a scolpire nel marmo. Fu nominato professore onorario presso l'Accademia di Belle Arti di Carrara. Successivamente Carl Jacobsen gli commissionò la creazione della Statua della Sirenetta, la sua più celebre scultura, presentata al pubblico il 23 agosto 1913 a Copenaghen.
Nel 1932 Eriksen fu insignito del titolo di cavaliere dell’Ordine del Dannebrog, un antico e prestigioso ordine cavalleresco danese.
E.E. morì il 12 gennaio 1959 e sua moglie Eline ebbe la stessa sorte pochi anni dopo, il 24 settembre 1963. Entrambi furono sepolti nel cimitero di Vestre.
Oggi i loro discendenti costudiscono le opere dell'antenato e si occupano del loro mantenimento.

## Tecnica
Pur avendo una goccia di Classicismo nel suo stile, Eriksen fu una specie di rivoluzionario poiché fu uno dei primi ad usare un titolo poetico per trasmettere le emozioni del suo lavoro. Un esempio è La Speranza (o The Hope), rappresentata da una giovane che stringe affettuosamente suo figlio; inoltre durante il periodo trascorso in Italia imparò a lavorare abilmente il marmo.
L’emozione che spesso ha fatto da guida per il noto scultore è l’amore: infatti Eriksen usa come modello di tutte le sue opere femminili sua moglie Eline, forse perché era l’unica disposta a posare per lui, o molto più probabilmente poiché animato da una profonda ammirazione e da un profondo amore per la moglie, un po’ come se fosse “la sua musa”.